# اکلی، باکینگهام‌شر
اکلی، باکینگهام‌شر (به انگلیسی: Akeley, باکینگهامshire) یک روستا و محله مدنی در بریتانیا است که در ایلسبوری ویل واقع شده‌است. اکلی ۵۱۴ نفر جمعیت دارد.